# Bernard (Iowa)
Pour les articles homonymes, voir Bernard.
Bernard est une ville du comté de Dubuque, en Iowa, aux États-Unis. Elle est incorporée le 8 juin 1897.

## Source de la traduction
- (en) Cet article est partiellement ou en totalité issu de l’article de Wikipédia en anglais intitulé « Bernard, Iowa » (voir la liste des auteurs).